# اریک شویار
اریک شویار (به فرانسوی: Éric Chevillard) نویسنده قرن بیستم میلادی اهل فرانسه است.